# MG132
Le MG132 est un composé organique utilisé comme inhibiteur du protéasome.